# Monasterio bizantino
La estructura arquitectónica de un monasterio bizantino es totalmente distinta de la occidental. Muchas de sus formas recogen la influencia de la vieja arquitectura doméstica romana, lo mismo que ocurrió con los palacios imperiales.

## Complejo monástico
Por lo general se ubicaba el monasterio en un medio retirado pero si esto no era posible se conseguía el aislamiento construyendo unos grandes muros. Dentro de estos muros se encontraba un gran patio, en medio del cual se levantaba el edificio de la iglesia. La característica más sobresaliente en comparación con el monasterio occidental es la ausencia de claustro.
La entrada al monasterio se hacía a través de un portal cubierto donde había unos bancos que podían ocupar los mendigos visitantes a la espera de una limosna. A lo largo de los grandes muros se articulaban las distintas dependencias. El refectorio solía ser una gran nave bien decorada. A veces tenía una mesa alargada en el centro de la estancia y en otros modelos las mesas eran semicirculares y estaban encajadas en unos nichos rectangulares, o bien se trataba de cubículos semicirculares dispuestos en los muros laterales.
Las celdas de los monjes podían estar en un solo piso o en varios y solían tener un pasillo externo. Eran estancias rectangulares a las que se accedía desde el patio central. Desde ellas, el monje veía a todas horas el edificio de la iglesia con su ornamentación escultórica y pictórica llena de simbología religiosa.
Otras dependencias (siempre a lo largo del muro) estaban destinadas a almacén o cilla, a establos y a talleres. Había además otros espacios más pequeños para hospedería, baños y enfermería.
- Datos: Q6021258